# Időről időre (film, 2013)
Az Időről időre (eredeti cím: About Time) 2013-ban bemutatott brit romantikus filmdráma, melynek forgatókönyvírója és rendezője Richard Curtis, főszerepben Domhnall Gleeson, Rachel McAdams és Bill Nighy látható.
A film az Egyesült Királyságban 2013. szeptember 4-én jelent meg, Magyarországon október 7-én mutatta be szinkronizálva az UIP-Dunafilm. Általánosságban pozitív kritikákat kapott az értékelőktől, a jegypénztáraknál több mint 88 millió dolláros bevételt gyűjtött a 12 milliós költségvetésével szemben.
A történet középpontjában egy időutazási képességgel rendelkező fiatalember áll, aki megpróbálja megváltoztatni a múltját annak reményében, hogy javíthat a jövőjén.

## Cselekmény
Tim Lake Cornwallban nő fel egy tengerparti házban apjával, Jamesszel, anyjával, Maryvel, szórakozott nagybátyjával, Desmonddal és szabad szellemű húgával, Katherine-nel (ő „Kit Kat”).
21 éves korában Tim megtudja az apjától, hogy a családjában élő férfiaknak titkos képességük van arra, hogy visszautazzanak az időben, olyan pillanatokba, amelyeket korábban átéltek. Az időutazáshoz sötét térben kell állni, ökölbe szorítani az öklöt, és vizualizálni az emléket, ahová utazni szeretnének. James lebeszéli a fiát arról, hogy a tehetségét pénzszerzésre vagy hírnév megszerzésére használja, Tim pedig úgy dönt, hogy a szerelmi életének javítására fogja használni.
A következő nyáron Kit Kat-ot meglátogatja barátnője, Charlotte. Tim azonnal beleszeret, de a lány tartózkodásának végéig vár, hogy elmondja neki, mit érez; a lány azt mondja neki, hogy hamarabb kellett volna elmondania. Tim visszautazik az időben, hogy a vakáció közepén elmondja Charlotte-nak, de ő azt mondja, jobb lenne megvárni az utolsó napját. Tim összetört szívvel rájön, hogy a lányt nem érdekli, és az időutazás nem változtathatja meg senki véleményét.
Tim Londonba költözik, hogy ügyvédi karriert csináljon, és apja ismerősével, Harryvel, egy embergyűlölő drámaírónál él. Tim meglátogat egy éttermet, a Dans le Noir-t, ahol találkozik Maryvel. Flörtölnek, később Mary megadja Timnek a telefonszámát. Tim hazatérve a feldúlt Harryre talál, mert új darabjának bemutatóját tönkretette egy színész, aki elfelejtette a szövegét. Tim visszamegy az időben, hogy helyrehozza a dolgokat, és a darab diadalmasan végződik.
Tim megpróbálja felhívni Maryt, de rájön, hogy Harry segítése közben a Maryvel való találkozás meg sem történt. Eszébe jut Mary Kate Moss iránti megszállottsága, és egy héttel később egy Kate Moss-kiállításon találja meg, de felfedezi, hogy a lánynak már van barátja. Tim megtudja, mikor és hol találkoztak, korán megjelenik, és meggyőzi a lányt, hogy menjen vele. Kapcsolatuk tovább fejlődik, és Tim összeköltözik Maryvel.
Később találkozik Charlotte-tal, aki most már úgy tűnik, érdeklődik iránta, de Tim visszautasítja, mert rájön, hogy valójában Marybe szerelmes. Megházasodnak, és van egy lányuk, Posy.
Kit Kat az életének nehézségei és az ivás miatt Posy első születésnapján összetöri az autóját.
Amikor Kit Kat felépül, Tim úgy dönt, hogy beavatkozik az életébe: úgy intézi, hogy Kit Kat elkerülje a balesetét, és időben elviszi Kit Katet, ezzel kiküszöböli a Jimmyvel való boldogtalan kapcsolatát.
Sikerül visszatérniük a jelenbe, ahol Tim felfedezi, hogy Posy sosem született meg, helyette van egy fia. Apja elmagyarázza, hogy nem tudják megváltoztatni a gyermekeik születése előtti eseményeket, és megbizonyosodni arról, hogy a gyermek mégis megfogant. Tim elfogadja, hogy nem tudja megváltoztatni nővére életét azzal, hogy megváltoztatja a múltját; hagynia kell, hogy megtörténjen a baleset, ezzel biztosítva Posy megszületését, és ő és Mary segítenek Kit Katnek, hogy javítson saját életén.
Kit Kat letelepedik Tim barátjával, Jayjel, és saját gyermeke születik. Timnek és Marynek újabb gyermeke születik.
Tim megtudja, hogy apja halálos beteg, rákos, és az időutazás nem tud rajta változtatni. Az apja már egy ideje tudta ezt, de folytatta az időutazást, hogy hatékonyan meghosszabbítsa az életét, és több időt tölthessen a családjával. Azt mondja Timnek, hogy minden napot kétszer kell megélnie ahhoz, hogy igazán boldog legyen: először a mindennapi stresszel és gondokkal együtt, de másodszor észrevenni, milyen édes is tud lenni a világ. Tim megfogadja a tanácsot; apja meghal, de Tim rendszeresen visszautazik az időben, hogy meglátogassa, amikor csak hiányzik neki.
Mary elmondja Timnek, hogy harmadik gyermeket szeretne. Tim vonakodik, mert ez azt jelentené, hogy nem látogathatja meg újra az apját.
Tim visszamegy, és közli apjával, hogy nem tudja többé meglátogatni őt, és együtt utaznak vissza, hogy újra átéljék Tim gyermekkorának egy kedves emlékét. Mary kislánynak ad életet, és Tim tudja, hogy soha többé nem láthatja az apját. Tim rájön, hogy jobb, ha minden napot egyszer él meg, és úgy értékeli az életet a családjával, mintha másodszor élné meg.

## Szereplők
| Szerep                     | Színész            | Magyar hang           |
| -------------------------- | ------------------ | --------------------- |
| Tim Lake                   | Domhnall Gleeson   | Szatory Dávid         |
| Mary                       | Rachel McAdams     | Ruttkay Laura         |
| James Lake                 | Bill Nighy         | Harsányi Gábor        |
| Harry Chapman              | Tom Hollander      | Forgács Péter         |
| Mary Lake                  | Lindsay Duncan     | Bánsági Ildikó        |
| Charlotte                  | Margot Robbie      | Bartsch Kata          |
| Kit Kat                    | Lydia Wilson       | Balsai Móni           |
| Joanna                     | Vanessa Kirby      | Nemes Takách Kata     |
| Desmond bácsi              | Richard Cordery    | Láng József           |
| Rory                       | Joshua McGuire     | Jakab Márk            |
| Jimmy Kincade              | Tom Hughes         | Gesztesi Máté         |
| Rupert                     | Harry Hadden-Paton | Debreczeny Csaba      |
| Ügyvéd a színházi darabban | Richard Griffiths  | Gubányi György István |
| Ügyvéd a színházi darabban | Richard E. Grant   | Vass Gábor            |

## Számlista

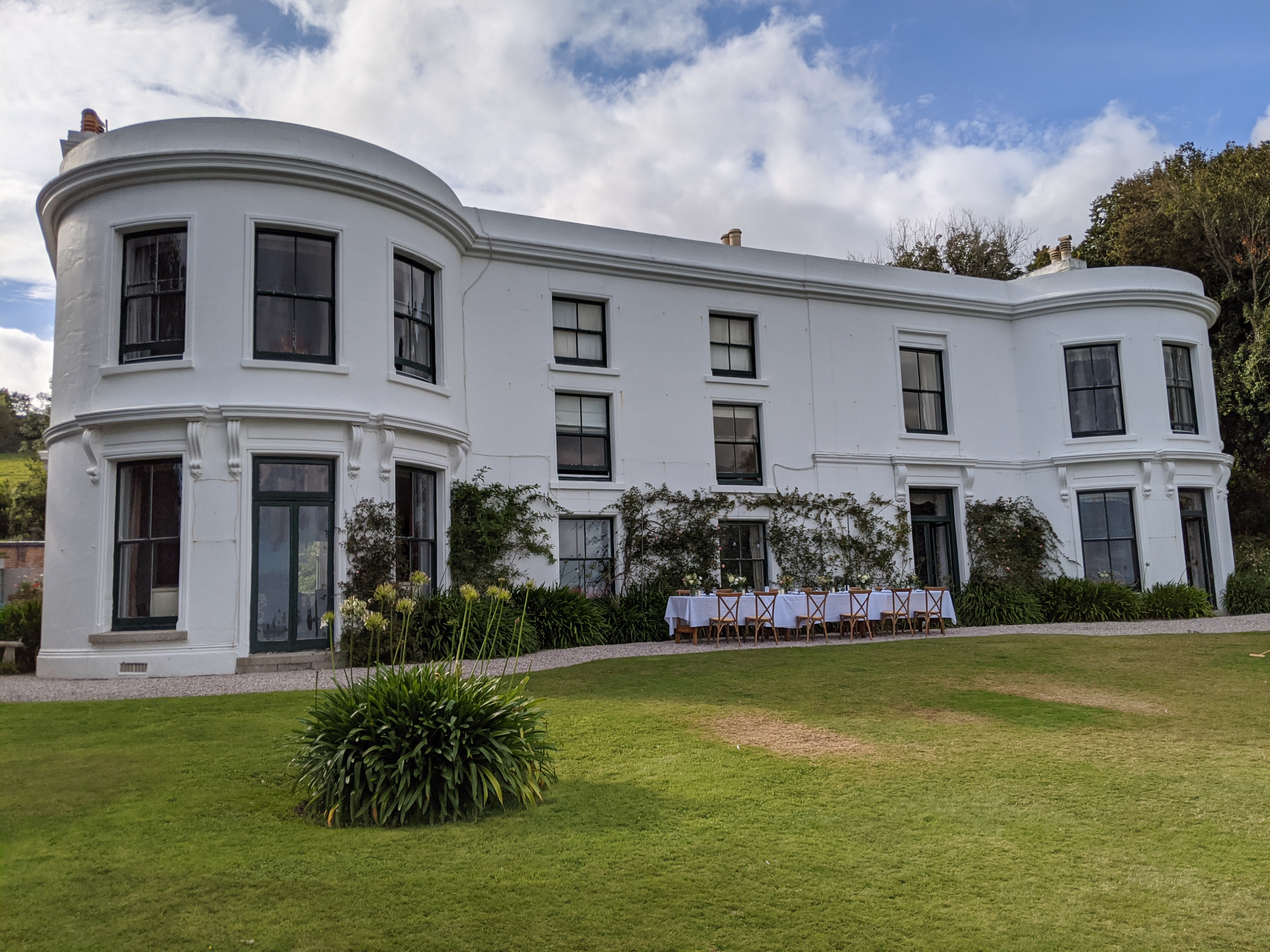
A Porthpean House, Tim családi otthona

| #   | Cím                                       | Előadó                                                 | Hossz |
| --- | ----------------------------------------- | ------------------------------------------------------ | ----- |
| 1.  | The Luckiest (About Time version)         | Ben Folds                                              | 4:04  |
| 2.  | How Long Will I Love You                  | Jon Boden, Sam Sweeney & Ben Coleman                   | 2:46  |
| 3.  | Mid Air                                   | Paul Buchanan                                          | 2:28  |
| 4.  | At the River (Radio Edit)                 | Groove Armada                                          | 3:10  |
| 5.  | Friday I'm In Love                        | The Cure                                               | 3:34  |
| 6.  | Back To Black (Explicit)                  | Amy Winehouse                                          | 4:00  |
| 7.  | Gold in them Hills                        | Ron Sexsmith                                           | 3:31  |
| 8.  | The About Time Theme                      | Nick Laird-Clowes                                      | 2:22  |
| 9.  | Into My Arms                              | Nick Cave and the Bad Seeds                            | 4:13  |
| 10. | Il Mondo                                  | Jimmy Fontana                                          | 2:42  |
| 11. | Golborne Road                             | Nick Laird-Clowes                                      | 2:16  |
| 12. | Push the Button                           | Sugababes                                              | 3:37  |
| 13. | All the Things She Said (Original Edited) | t.A.T.u                                                | 3:35  |
| 14. | When I Fall In Love                       | Barbar Gough, Sagat Guirey, Andy Hamill & Tim Herniman | 3:02  |
| 15. | Spiegel im Spiegel                        | Arvo Pärt                                              | 9:24  |
| 16. | How Long Will I Love You?                 | Ellie Goulding                                         | 2:34  |

## Megjelenés
A film eredeti megjelenési dátumát (2013. május 10.) 2013. november 1-jére tolták ki. A filmet 2013. augusztus 8-án mutatták be a Film4 Summer Screen szabadtéri mozisorozat keretében a londoni Somerset House-ban. Az Egyesült Királyságban 2013. szeptember 4-én jelent meg. Az Amerikai Egyesült Államokban korlátozott számban november 1-jén, az általános megjelenés pedig 2013. november 8-án volt.
A film meglepetéssiker lett Dél-Koreában, ahol több mint 3 millióan nézték meg, ami az egyik legmagasabb szám a Koreában bemutatott külföldi romantikus vígjátékok között. Ott összesen 23 434 443 dolláros bevételt ért el, ami az ország legmagasabb eredménye.

## Fordítás
- Ez a szócikk részben vagy egészben  az   About Time (2013 film) című angol Wikipédia-szócikk fordításán alapul.  Az eredeti cikk szerkesztőit annak laptörténete sorolja fel. Ez a jelzés csupán a megfogalmazás eredetét és a szerzői jogokat jelzi, nem szolgál a cikkben szereplő információk forrásmegjelöléseként.
- Ez a szócikk részben vagy egészben  az   About Time (película) című spanyol Wikipédia-szócikk fordításán alapul.  Az eredeti cikk szerkesztőit annak laptörténete sorolja fel. Ez a jelzés csupán a megfogalmazás eredetét és a szerzői jogokat jelzi, nem szolgál a cikkben szereplő információk forrásmegjelöléseként.